# Carl Adolph Agardh
Carl Adolph Agardh (ur. 23 stycznia 1785 w Båstad, zm. 28 stycznia 1859 w Karlstad) – szwedzki botanik, ekonomista i teolog; biskup Karlstad w latach 1834–1859.

## Życiorys
Carl Adolph Agardh urodził się 23 stycznia 1785 roku w Båstad. W 1799 roku podjął studia przyrodnicze i matematyczne na uniwersytecie w Lund, gdzie w 1801 roku uzyskał stopień doktora, broniąc pracę Quaestio physiol, Quae i qualis est musculorum vis formum ossium mutandi. W 1807 roku został docentem matematyki, w 1810 roku botaniki i ekonomii. Od 1812 roku był profesorem botaniki i ekonomii. W latach 1819–1820 był rektorem uniwersytetu w Lund. Odbył liczne podróże studialne: w 1809 roku przez Danię, północne Niemcy i Polskę do Berlina, w latach 1821, 1827 i 1833 odwiedził Danię, Niemcy, Holandię, Belgię, Francję i Włochy. W Paryżu, przez jeden semestr słuchał wykładów francuskiego ekonomisty Saya, którego prace przybliżył czytelnikom szwedzkim. Jego zainteresowania botaniczne skupiały się na roślinach zarodnikowych, przede wszystkim na glonach.  
W 1816 roku uzyskał święcenia kapłańskie i został pastorem w kościele klasztoru św. Piotra w Lund. W marcu 1835 roku został biskupem w Karlstad.     
Zmarł 28 stycznia 1859 roku w Karlstad. Jego syn Jacob Georg Agardh (1813–1901) był również botanikiem, a wnuk Gustaf Fröding (1860–1911) – poetą. 

## Publikacje
Wybrane publikacje z zakresu botaniki i ekonomii: 
- Synopsis Algarum Scandinavias, adjecta dispositione universali Algarum, 1817.
- Species Algarum rite cognita;, cum svnonymis, differentiis specificis et descriptionibus succinctis, 1823–1828
- Icones Algarum Europasärum. Representation, d'algues européennes suivie de celle des espéces exotiques les plus remar-quables récemment découvertes, 1828–1835
- Systema algarum, 1824
- Essai de réduire la physiologie végétale a des principes fondamentaux, 1828
- Essai sur le développement intérieur des plantes, 1829
- Lärobok i botanik, 1830–1832
- Försök till en statsekonomisk statistik öfver Sverige, 1852–1863

## Członkostwa
- 1819 – wybrany na członka Niemieckiej Akademii Przyrodników Leopoldina (niem. Deutsche Akademie der Naturforscher Leopoldina)[7]

## Upamiętnienie
Na jego cześć nazwano rodzaj roślin Agardhia z rodziny Vochysiaceae (obecnie to synonim rodzaju Qualea).